# Amphibolia
Az Amphibolia a szegfűvirágúak (Caryophyllales) rendjébe, ezen belül a kristályvirágfélék (Aizoaceae) családjába tartozó nemzetség.

## Előfordulásuk
Az Amphibolia-fajok természetes előfordulási területe a Dél-afrikai Köztársaságban, valamint Namíbiában található meg.

## Rendszerezés
A nemzetségbe az alábbi 6 faj tartozik:
- Amphibolia gydouwensis (L.Bolus) L.Bolus ex Toelken & Jessop
- Amphibolia laevis (Aiton) H.E.K.Hartmann
- Amphibolia obscura H.E.K.Hartmann
- Amphibolia rupis-arcuatae (Dinter) H.E.K.Hartmann
- Amphibolia saginata (L.Bolus) H.E.K.Hartmann
- Amphibolia succulenta (L.Bolus) H.E.K.Hartmann